# VBZ Be 4/4 (Karpfen)
Bei den Be 4/4 mit dem Betriebsnummern 1416–1430 handelt es sich um einen ehemaligen Triebwagentyp der Strassenbahn Zürich mit der Bauartenbezeichnung Be 4/4. Die von den Verkehrsbetrieben Zürich (VBZ) beschafften Grossraumwagen wurden unter dem Spitznamen «Karpfen» bekannt.

## Überblick
Im Verhältnis zu den ab 1941 beschafften 65 Ce 4/4 «Kurbeli» und 52 Ce 4/4 «Pedaler» – die sogenannten Schweizer Standardwagen – fiel die Serie der Be 4/4 «Karpfen» mit nur 15 gebauten Wagen äusserst klein aus. Die VBZ prüften bereits den Einsatz von Gelenkwagen, doch bestanden seitens der Schweizer Rollmaterialindustrie noch keine entsprechenden Angebote. Auch die Zukunft des Zürcher Tramnetzes war nach dem Zweiten Weltkrieg ungewiss, lautstark wurde eine «Tiefbahn» gefordert, um dem Automobil mehr Platz auf den Innenstadtstrassen zu verschaffen.
Im Hinblick auf die geplante Tiefbahn erhielten die Be 4/4 1416–1430 unter Beibehaltung der Hechtform, Türen in der Ebene für einen allfälligen Betrieb an Hochperrons, wobei die türlose linke Wagenseite ebenfalls mit Türen hätte nachgerüstet werden können. Die Hechtform in Verbindung mit der grossen Seitenebene verlieh den Wagen die charakteristische, etwas bullige Kopfform, die eher an einen Karpfen, denn einen Hecht erinnert, woraus sich Spitzname des Fahrzeugs herleitet. Gleichzeitig wurden passende Beiwagen des Typs B4, mit der gleichen Charakteristik, gebaut.
Erstmals in Zürich erfolgte die Steuerung (Bremsen und Fahren) über ein zentral vor dem Fahrer angebrachtes Steuerrad, wie es bei allen folgenden Tramtypen in Zürich üblich wurde. Zu Beginn trugen die «Karpfen» übrigens den Übernamen «P16». Die FFA P-16 war Ende der 50er Jahre ein projektiertes Kampfflugzeug für die Schweizer Luftwaffe. In Analogie dazu hiess die Nachfolge-Serie ab 1966 Be 4/6 «Mirage».
Technisch und optisch eng mit den «Karpfen» verwandt ist der direkt im Anschluss 1960 gebaute Gelenkwagen-Prototyp Be 6/6 1701, für welchen der 16. Beiwagen (B4 786) gebaut wurde. Der Gelenkwagen ging nie in Serie, blieb aber (ab 1967 unter der Nummer 1802) im Bestand der VBZ auf der Linie 11 und diente später auch als Einsatzwagen. Das Fahrzeug wurde 1993 zum sogenannten Fonduetram umgebaut und stand unter saisonal wechselnden kulinarischen Themen bis zu seiner Ausmusterung im Jahr 2015 weiterhin als fahrendes Restaurant bei den VBZ im Einsatz.

## Betrieb
Der Be 4/4 «Karpfen» wurden immer zusammen mit den Beiwagen aus derselbe Serie betrieben. Der erste Einsatz war auf der Linie 14. Dort wurden sie gegen Ende der 1960er Jahre von den Be 4/6 «Mirage» verdrängt und wurden dann ausschliesslich auf der Linie 11 eingesetzt. Ab 1976 wurden sie dort wiederum von den Be 4/6 «Tram 2000» verdrängt und auf der Linie 9 eingesetzt. Aufgrund der Verlängerung der Linie 9 durch den Tunnel nach Schwamendingen wurden sie 1985 mit einem Einholm-Stromabnehmer und der Integra-Streckenblocksicherung «Zugstop» (neue Bezeichnung ZST 90) für den Einsatz im Tramtunnel für den Betrieb auf der verlängerten Linie 9 nachgerüstet.
Mit Auslieferung der zweiten und dritten Serie des Be 4/6 «Tram 2000» ab 1987 wurde der Be 4/4 «Karpfen» von dieser Linie abgezogen und auf die weniger wichtigen und kürzeren Linien 5, 6 und 10 verteilt.

## Verbleib der Fahrzeuge
Zum Fahrplanwechsel im Dezember 2006 wurde der Fahrzeugtyp ausgemustert. Vorher war er der älteste Tramtyp, der beim Zürcher Tram im Normalbetrieb stand.
Eine Komposition wurde für das Tram-Museum Zürich erhalten. 13 Tramzüge des Typs «Karpfen» wurden an die ukrainische Stadt Winnyzja verschenkt. Auf Kosten des Schweizer Staatssekretariates für Wirtschaft (SECO) wurden sie im Februar 2007 per Bahn in die Ukraine transportiert und dort für den Einsatz bei der Strassenbahn Winnyzja angepasst; Tramzüge des Typs «Mirage» wurden ebenfalls an Winnyzja abgegeben. Dort war zwar eine Nutzungsdauer von weiteren zehn Jahren erwartet worden, 2011 wurden sie ausser Betrieb gemeldet, Wagen 233 (ehemals VBZ 1427) jedoch 2015 auf der sogenannten City-Tour gesichtet.
Im Juli 2023 sind noch sechs Triebwagen "in Betrieb" gemeldet, teils als Dienstfahrzeuge in rot-weiss.